# Плесно
Пле́сно (бел. Пле́сна) — озеро в Ушачском районе Витебской области Белоруссии. Относится к бассейну реки Туровлянка.

## Описание
Озеро располагается в 24 км к северо-востоку от городского посёлка Ушачи, около деревни Красное.
Площадь поверхности водоёма составляет 0,18 км². Длина — 0,64 км, наибольшая ширина — 0,44 км. Длина береговой линии — 2,07 км. Наибольшая глубина — 9,5 м, средняя — 4,3 м. Объём воды в озере — 0,78 млн м³. Площадь водосбора — 7 км².
Котловина термокарстового типа, лопастной формы. Склоны высотой 8—10 м, преимущественно пологие, суглинистые, распаханные. Западные склоны невыраженные. Северные покрыты кустарником. Восточные — крутые, высотой 12—14 м. Береговая линия образует несколько заливов.
Берега сливающиеся со склонами котловины, преимущественно низкие, песчаные, поросшие кустарником. Западный берег частично заболочен. Дно воронкообразное, северная часть более плоская. На востоке присутствует небольшой остров.
22 % площади озера характеризуются глубиной до 2 м. Мелководье узкое. Дно до глубины 3—3,5 м песчаное, ниже до глубины 4,5—5 м выстлано опесчаненными отложениями, ещё глубже — кремнезёмистым сапропелем. Южная часть озера в целом более глубокая, однако максимальная глубина отмечена в восточной части.
Минерализация воды составляет 260—290 мг/л, прозрачность — 1,7 м. Озеро эвтрофное, слабопроточное. 33 % озера зарастает. Растительность образует полосу шириной 25 м, спускающуюся до глубины 3 м.
На востоке впадает ручей, вытекающий из озера Островито. Водоём связан с системой мелиорационных каналов, сообщающихся с озером Берёзовское.
В озере Плесно водятся лещ, щука, окунь, плотва, линь, карась, ёрш, уклейка, краснопёрка.